# Dybowski's astrild

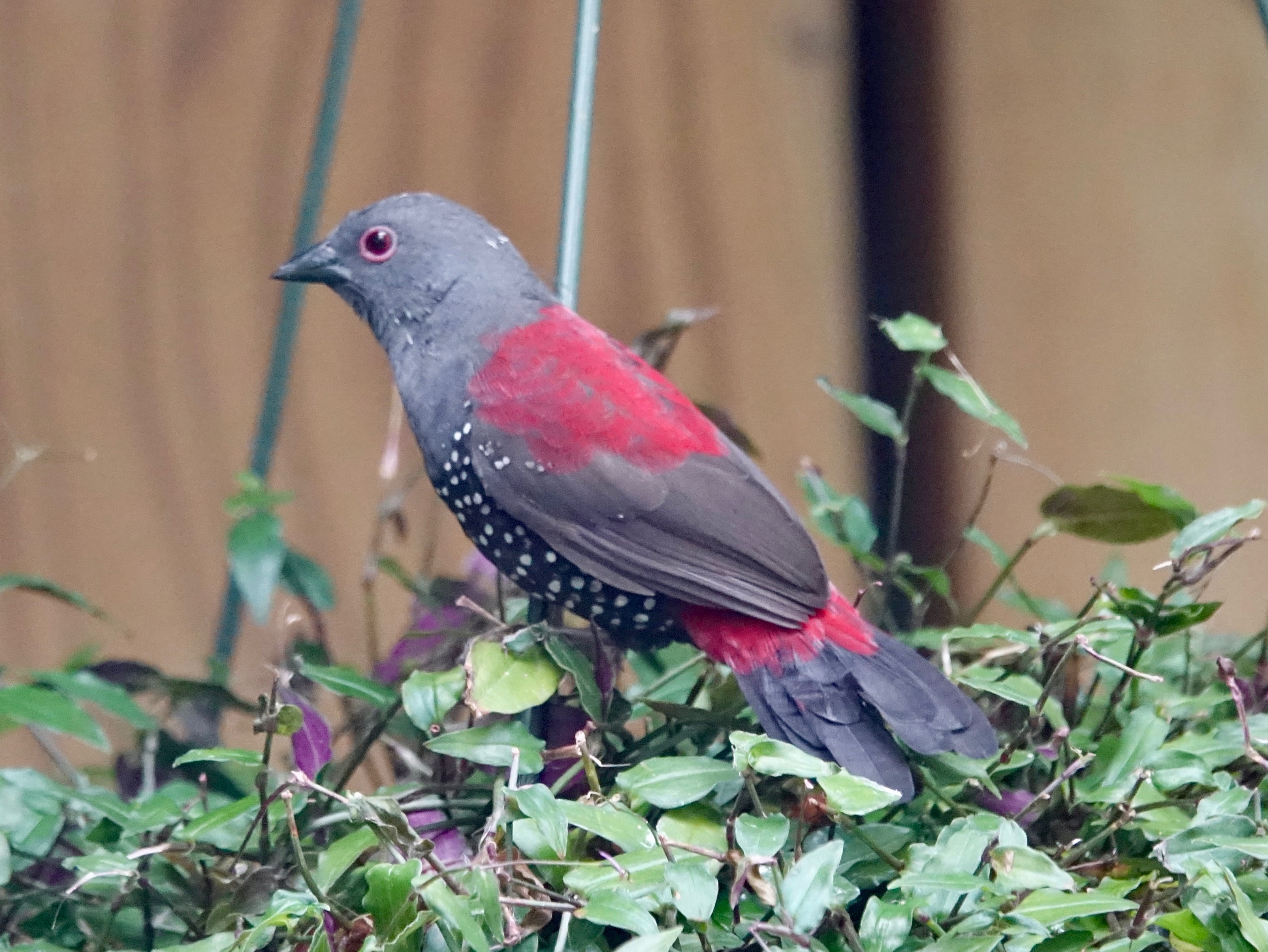
Dybowski's astrild

De Dybowski's astrild (Euschistospiza dybowskii) is een zangvogel uit de familie Estrildidae (prachtvinken). De soort is genoemd naar de Franse ontdekkingsreiziger Jean Dybowski. Het verspreidingsgebied strekt zich uit van Senegal en Sierra Leone tot Congo, Soedan en Centraal-Afrika. Voor deze soort worden geen ondersoorten onderscheiden.

## Kenmerken
Dybowski's astrilden bereiken een lichaamslengte van ongeveer elf tot twaalf centimeter. Het verenkleed is overwegend leigrijs. De onderbuik is zwart en wit geblokt; aan de bovenzijde van het lichaam loopt een donkerrode band, die doorloopt tot aan de staartveren. Vrouwtjes zijn op dezelfde manier bevederd als mannen, maar iets lichter. De zang van Dybowski's astrild is melodieus, kwetterend en trillend. Het wordt uitgevoerd door beide geslachten.

## Voortplanting
Er is bijna niets bekend over de broedbiologie in het wild. De waarnemingen zijn gedaan op vogels in gevangenschap. Dybowski's astrilden zijn vrije broeders die hun komnest in de struiken bouwen. Ze gebruiken droog gras, kokosvezel, mos en veren als nestmateriaal. Het vrouwtje legt tussen de vier en vijf eieren, die 13 tot 14 dagen worden uitgebroed. De nestvogels hebben een zwartachtige huid. Het dons op het hoofd en de rug is grijs. Zoals bij veel Afrikaanse prachtvinken, is één soort een broedparasiet van de Dybowski's astrild.

## Gevangenschap
Dybowski's astrilden werden voor het eerst geïntroduceerd in Europa in 1959. Tot de jaren 1980 behoorden ze tot de vinkensoorten die slechts sporadisch en daarna in kleine aantallen werden verkocht. Mede door deze zeldzaamheid was het een van de meest gewilde vogels in de vogelhandel. Dit is sindsdien veranderd. Dybowski's astrilden worden nu regelmatig en in sommige gevallen over meerdere generaties gekweekt. Een deel van de in de handel aangeboden vogels is echter nog steeds afkomstig van geïmporteerde vogels waarvan de acclimatisatie niet altijd probleemloos verloopt, mede door de slechte gezondheidstoestand waarin de vogels in Europa aankomen. Geacclimatiseerde vogels behoren echter tot de meest duurzame soorten vinken. Door hun mooie verenkleed en aangename zang worden Dybowski's astrilden vaak als siervogel gehouden. Het mannetje kan echter agressief worden tegenover soortgenoten en andere vogels met rode veren. Ze zijn daarom erg moeilijk te integreren in volières. Voor het welzijn van de vogels zijn volières met dichte takken de ideale huisvesting. Dybowski's astrilden zijn territoriale en solitaire nestvogels.

## Etymologie en onderzoeksgeschiedenis
De eerste beschrijving van de Dybowski's astrild was in 1892 door Émile Oustalet onder de wetenschappelijke naam Lagonosticta dybowskii. Het type-exemplaar kwam uit de regio Kémo en werd verzameld door Jean Thadée Emmanuel Dybowski (1856-1928). Pas later werd het toegevoegd aan het geslacht Euschistospiza, dat in 1943 door Hans Edmund Wolters werd gecreëerd. Deze naam is een Grieks samengesteld woord van »eu ευ« voor »fine«, »skhistos, skhizō σχιστος, σχιζω« voor »split, split off« en »spiza σπιζα« voor »finch«. De soortnaam is opgedragen aan de verzamelaar.

## Verspreiding en leefgebied
Deze soort komt voor van Senegal, Gambia en Guinee tot noordelijk Congo-Kinshasa en uiterst zuidelijk Soedan.